# 伊豆小笠原海溝

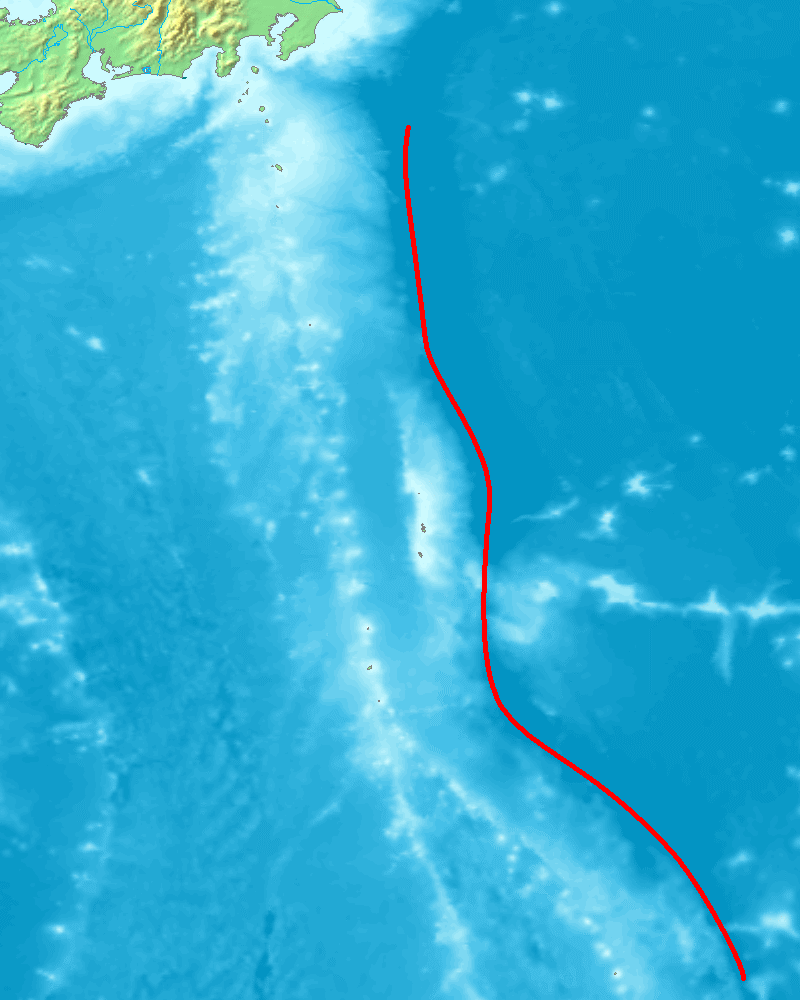
位在日本南方的伊豆小笠原海溝

伊豆小笠原海溝，是個位在西太平洋的海溝，北起日本海溝，南與馬里亞納海溝相接。
伊豆小笠原海溝是日本海溝的延伸。太平洋板塊在此處與菲律賓板塊擠壓，形成了伊豆諸島和小笠原群島火山弧。伊豆小笠原海溝最深處深達9780公尺。
2022年8月13日，日本的名古屋大學、東京海洋大學等組成的研究團隊表示，名古屋大學教授道林克禎等人搭乘美國民間企業的深海潛艇「限制因子號」（Limiting Factor）艇到達小笠原海溝水深9801公尺的海底，創日本人最深潛航紀錄。

## 資料來源
1. ↑  .   [2009-02-05]. （原始内容存档于2012-03-01）.
2. ↑   (PDF).   [2009-02-05]. （原始内容存档 (PDF)于2017-10-29）.
3. ↑  . 蘋果新聞網. 2022-08-30  [2022-08-31]. （原始内容存档于2022-09-03）.